# Stanisław Salmonowicz
Stanisław Antoni Salmonowicz, né le 9 novembre 1931 à Brest-sur-le-Boug et mort le 24 mai 2022 à Toruń, est un historien polonais, professeur à l'université Nicolaus Copernicus, et membre de l'Académie polonaise des arts et sciences et de l'Institut d'histoire de l'Académie polonaise des sciences. 
Il est spécialisé dans l'histoire du droit, l'histoire polonaise depuis l'époque des Lumières jusqu'à la Seconde Guerre mondiale et l'histoire des relations entre la Pologne et l'Allemagne. Il est décrit comme l'une des premières autorités polonaises dans le domaine de l'histoire du droit. 

## Biographie
Salmonowicz est né le 9 novembre 1931 à Brest-sur-le-Boug.  
Au début des années 1950, il étudie le droit à l'université Jagellonne et a parmi ses professeurs Michał Patkaniowski (pl) et Adam Vetulani. Il sort diplômé en 1954 et travaille comme juge au tribunal militaire de Cracovie jusqu'en 1956. 
Il obtient son doctorat en droit en 1959 à l'université de Varsovie. Sa thèse porte sur un avocat de la ville de Toruń, Krystian Bogumił Steiner (pl) (1746-1814). En 1959, il commence à travailler à l'université Jagellonne, où il termine son habilitation en 1966 avec une thèse sur le droit pénal de l'époque du despotisme éclairé. À partir de cette année, il déménage à l'université Nicolaus Copernicus à Toruń, où il sert comme vice-doyen. En 1970, en raison de ses liens avec un autre historien, Paweł Jasienica (en), il est arrêté pour militantisme anti-gouvernemental par les autorités communistes de la République populaire de Pologne. Il passe quatre mois en détention. Il est renvoyé de l'université l'année suivante. En 1972, il commence à travailler à l'Institut d'histoire de l'Académie polonaise des sciences où il travaillera jusqu'en 2003. À partir de 1981, il reprend son travail à l'Université de Toruń. En 1983, il reçoit le grade de professeur spécial (nadzwyczajny) et en 1989, le grade supérieur de professeur régulier (zwyczajny). Il a également été conférencier invité dans plusieurs universités en dehors de la Pologne,. 
Il reçoit une médaille pour « Services à la ville de Toruń » (Za Zasługi dla Miasta Torunia) en 2011 et la Croix de la Liberté et de la Solidarité (en) en 2012. Deux ans plus tard, il reçoit la croix de commandeur de l'Ordre Polonia Restituta,.
Il meurt le 24 mai 2022. Il venait de recevoir, le 30 mars, un doctorat honoris causa de l'université Jagellonne qui devait lui être remis en main propre au mois de juin. Il est enterré au cimetière Saint George de Toruń (pl).

## Œuvres
Salmonowicz a publié environ 1 200 ouvrages, dont plus de 40 livres et un certain nombre de manuels en langue polonaise. 
En français : 
- Les philosophes du siècle des Lumières et le despotisme éclairé, 1979, p. 533-544 (lire en ligne)
- Stanisław Salmonowicz, « Les autorités de la Pologne en exil et l’état clandestin polonais », Guerres mondiales et conflits contemporains, vol. 261, no 1,‎ 2016, p. 27-56 (DOI 10.3917/gmcc.261.0027, lire en ligne )